# Parque nacional Chorro El Indio
El parque nacional Chorro el Indio o (PNCI) es un parque nacional  de Venezuela ubicado al este de San Cristóbal, estado Táchira, en la sierra La Maravilla, tiene acceso por la carretera San Cristóbal - Macanillo - Potosí.
El área de los páramos de Guarín, El Pino, El Moradeño, El Moraleño, El Oso, Cerro La Maravilla y el Cerro El Chimborazo, dentro de los que se encuentran las cascadas Chorro El Indio y Chorro El Franklin, en las cabeceras del río Zúñiga. Alcanzó rango de parque nacional por decreto de fecha 7 de diciembre de 1989 por el entonces presidente de la república Carlos Andrés Pérez.

## Características
Tiene una superficie aproximada de 17.000 hectáreas, con cotas entre los 1100 m s. n. m. y los 2600 m s. n. m., una temperatura que varía entre los 12 °C y los 23 °C, con clima pluvial cálido de montaña, la precipitación anual promedio es de 2000 mm.
Forma parte de una cadena montañosa paralela al curso del río Torbes, que sirve como división entre las cuencas del río Torbes y del río Uribante.
El relieve presenta fuertes pendientes, registrándose la cota más alta en el Páramo de Guarín a los 2600 m s. n. m.
En sus vertientes nacen las quebradas Cordera, Chivata, Portrera, Bermeja, Chucuri y Aza, y Chorro El Indio que tiene una cascada a la altura de la carretera vieja a Macanillo que cae desde los 1.140 m s. n. m. Gran parte de estos recursos hídricos son utilizados en el abastecimiento de acueductos rurales y urbanos. Nacen también en la vertiente Este de la Sierra la Maravilla los ríos Zuñiga y Potosí y las quebradas Cachima, Verdosa y Lindera, de mayor caudal que las de la ladera occidental y cuyas aguas parcialmente se utilizan para el abastecimiento del Acueducto Regional del Táchira y otros acueductos rurales.

## Flora
El parque posee un bosque de tipo ombrófilo submontano - montanos siempre verdes. De acuerdo a la altitud se aprecian cuatro formaciones vegetales:
- Bosques premontano
- Bosque húmedo
- Selva nublada
- Páramo subalpino

Se encuentran especies endémicas comunes a todos los Andes Venezolanos. Entre las especies más comunes se puede mencionas: el guamo (Inga nobilis), el Bucare (gen. Erythrina), el Pino Laso (Decussocarpus sp.), el jabillo (Hura crepitans), cedro (Cedrela odorata), Laurel (Ficus maxima), el Yagrumo de hoja blanca. Hay además numerosas orquídeas del género Epidendrum.

## Fauna
El parque nacional Chorro del Indio es uno de los últimos reductos del oso frontino (Tremarctos ornatus), además se encuentran, entre otros mamíferos:
- El báquiro o cochino de monte (Tayassu tajacu)
- El cunaguaro (Leopardus pardalis)
- El venado matacán (Mazama rufina)
- El zorro manilavao (Procyon cancrivorus)
- La lapa paramera (Agouti taczanowskii)
- Oso hormiguero (Myrmecophaga tridactyla)

En la avifauna hay ejemplares de guacharaca (Ortalis ruficauda), el Paují Copete de Piedra (Pauxi pauxi), además exinten especies de serpientes como la Mapanare (Bothrops venezuelensis), la Coral (Micrurus altirostris) y la Bejuca (Oxybelis sp).